# Bratsch
A Bratsch francia származású zenekar volt, amely a cigányzenét, a klezmert, a dzsesszt és sokféle népi hagyományt ötvözött a muzsikájában.

## Történetük
A csoportot 1972-ben alapította Dan Gharibian gitáros és Bruno Girard hegedűs. 1976-ban adták ki az első lemezüket. Eddig több mint tíz albumuk jelent meg. A csoport híres volt zenei hatásainak sokszínűségéről, tagjainak és vendégművészeinek virtuozitásáról. Több mint 40 évnyi siker után a csapat 2015. december 31-én zárókoncerttel fejezte be pályafutását.

## Tagok
- Dan Gharibian: gitár, buzuki, vokál
- Bruno Girard: hegedű, brácsa, vokál
- Théo Girard: nagybőgő
- Nano Peylet: klarinét
- François Castiello: harmonika, vokál[5]

## Albumok
- 1976: Musiques de partout
- 1978: J'aime un voyou, maman
- 1981: Live à la Potinière
- 1989: Notes de voyage
- 1990: Sans domicile fixe
- 1992: Transports en commun
- 1993: Gipsy Music From the Heart of Europe
- 1994: Correspondances
- 1994: Le Mangeur de lune
- 1996: Ecoute ça chérie
- 1997: Terre Promise
- 1998: Rien dans les poches
- 1999: On a rendez-vous (élő)
- 2001: La vie, la mort, tout ça...
- 2003: Nomades en vol (Best of)
- 2005: Ca s'fête (Best of Live – legjobb számok a 25. évfordulóra)
- 2007: Plein du monde
- 2011: Urban Bratsch
- 2013: Brut de Bratsch 1973→2013 (összeállítás, 3xCD+DVD)

## Fordítás
- Ez a szócikk részben vagy egészben  a   Bratsch (band) című angol Wikipédia-szócikk ezen változatának fordításán alapul.  Az eredeti cikk szerkesztőit annak laptörténete sorolja fel. Ez a jelzés csupán a megfogalmazás eredetét és a szerzői jogokat jelzi, nem szolgál a cikkben szereplő információk forrásmegjelöléseként.